# ミニボートピア阿賀野
ミニボートピア阿賀野（ミニボートピアあがの）は、新潟県阿賀野市にあるボートレースの場外発売場である。
本項目では過去に併設されていた競輪場外車券売場のサテライト阿賀野（サテライトあがの）についても記述する。

## 概要
2011年11月26日に、ボートレースのミニボートピア・競輪のサテライトの複合場外発売場として同時オープン。遊園地「サントピアワールド」の駐車場内にある。本施設はは新潟県内では初のボートレースの場外発売場である。
ミニボートピア阿賀野は戸田ボートレース企業団が施行管理しており、ボートレース戸田のレース(埼玉県都市ボートレース企業団主催分を含む)のほか、SG・全国のGIおよびナイターレースなどの勝舟投票券（舟券）を発売している。
2016年7月2日より場内がリニューアルされ、従来の昼間開催2場からナイターレースを含む最大6場に発売場数が拡大された。

### サテライト阿賀野
弥彦村が施行管理し、弥彦競輪場の競走のほか、全国のグレード競走など昼間開催2場24競走の勝者投票券（車券）を発売していた。
2016年7月1日をもって発売終了となった。

## 施設概要
ボートレース・競輪の両方が発売されていた頃の入口は共用で同一フロア内にあり、床や壁の色でエリア分けされているだけでファンは自由に行き来できるので、両公営競技を気軽に楽しむことができた。館内に多数設置された42インチモニターで、開催されている各レース場の状況を把握することができる。また、これとは別室で有料席が設置されており、専用の発売・払戻窓口と座席毎に19インチモニターが設置されている。このほか喫煙室・喫茶コーナーが設置されている。
詳細
- 収容人数 1,076人
- 座席数
  - 有料席（500円）32席（元々は競艇・競輪各16席）
  - 一般席 144席（元々は競艇・競輪各72席）

## アクセス
- 磐越自動車道安田ICより車3分。
- 東日本旅客鉄道（JR東日本）五泉駅（磐越西線）および水原駅（羽越本線）下車、車20分。
- バスについてはサントピアワールド利用者向け路線が利用可能。ただし運行日などに注意。